# إلسا غوميز
إلسا غوميز (بالإسبانية: Elsa Daniel) هي ممثلة أرجنتينية، ولدت في 28 سبتمبر 1938 في الأرجنتين، وتوفيت في 25 يونيو 2017 ببوينس آيرس في الأرجنتين بسبب ذات الرئة.

## وصلات خارجية
- إلسا غوميز على موقع IMDb (الإنجليزية)
- إلسا غوميز على موقع ألو سيني (الفرنسية)
- إلسا غوميز على موقع أول موفي (الإنجليزية)
- إلسا غوميز على موقع قاعدة بيانات الأفلام السويدية (السويدية)
- إلسا غوميز على موقع قاعدة بيانات الفيلم (الإنجليزية)
- إلسا غوميز على موقع كينوبويسك (الروسية)